# Triste presagio
Triste presagio (Bella Donna) è un film muto del 1923 diretto da George Fitzmaurice. La sceneggiatura si basa sul romanzo Bella Donna di Robert Smythe Hichens, pubblicato a Filadelfia nel 1909.

## Trama

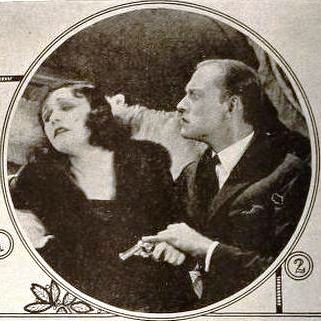
Pola Negri e Conrad Nagel

Bella Donna parte per l'Egitto con il nuovo marito, l'ingegnere Nigel Armine, dopo che l'ex marito è stato condannato per aver gettato in un canale veneziano uno dei tanti ammiratori della moglie. In Egitto, la donna resta affascinata dal tenebroso Mahmoud Baroudi che la convince ad avvelenare Nigel per liberarsi di lui. L'ingegnere, gravemente debilitato, viene soccorso da un suo amico che accusa Bella Donna. Lei, allora, si reca dall'amante ma trova Mahmoud insieme a un'altra. L'uomo, oltretutto, non vuole avere problemi con gli inglesi e si rifiuta di accoglierla. Non sapendo che fare, decide di tornare dal marito. Ma anche questi ormai ha trovato cure e rifugio tra le braccia di Patricia, la sua ex fidanzata. Bella Donna, sola, si inoltra nel deserto sconvolto da una tempesta di sabbia.

## Produzione
Il film fu prodotto dalla Famous Players-Lasky Corporation.

## Distribuzione
Il copyright del film, richiesto dalla Famous Players-Lasky Corp., fu registrato il 21 marzo 1923 con il numero LP18836.
Distribuito dalla Paramount Pictures, il film - presentato da Adolph Zukor -  uscì in prima al Rivoli Theater di New York il 1º aprile 1923. Fu proiettato in parte sonorizzato con il metodo DeForest Phonofilm. Per pubblicizzare il nuovo sistema di cinema sonoro inventato da Lee De Forest, fu girato Adolph Zukor Introduces Phonofilm, un cortometraggio di quattro minuti diretto da J. Searle Dawley, un filmato che illustrava al pubblico la tecnica della nuova invenzione adottata per Triste presagio e per un'altra pellicola della Paramount, I pionieri. In versione sonora, la pellicola venne presentata solo nella città di New York: quando il film fu distribuito nelle altre sale statunitensi, fu proiettato in versione muta.
Il film venne accolto con delusione sia dalla critica che dal pubblico a causa dei pesanti tagli della censura che avevano snaturato il personaggio della protagonista, che era stato definito da più parti come scandaloso.
Copie complete della pellicola sono conservate negli archivi della Cinémathèque Royale de Belgique di Bruxelles e in quelli della Gosfilmofond di Mosca.

## Differenti versioni
Dal romanzo e dal testo teatrale sono state girate alcuni adattamenti cinematografici fin dal 1915:
- Bella donna, regia di Hugh Ford e Edwin S. Porter - con Pauline Frederick (1915)
- Triste presagio, regia di George Fitzmaurice - con Pola Negri (1923)
- Bella donna (Bella Donna), regia di Robert Milton (1934)
- Tentazione (Temptation), regia di Irving Pichel - con Merle Oberon (1946)